# Francolin de Levaillant
Scleroptila levaillantii
Espèce
Statut de conservation UICN

 LC  : Préoccupation mineure
Le Francolin de Levaillant (Scleroptila levaillantii) est une espèce d'oiseaux de la famille des Phasianidae.

## Distribution
En sept poches isolées dans le tiers sud de l’Afrique.

## Sous-espèces
- F. l. levaillantii  (Valenciennes, 1825) : y compris F. l. crawshayi Ogilvie-Grant 1896, Afrique du Sud, nord du Malawi, nord-est de la Zambie.
- F. l. kikuyuensis  Ogilvie-Grant, 1897 : inclut  F. l. mulemae Ogilvie-Grant1903, F. l. adolffriederici Reichenow 1908, F. l. benguellensis Barboza du Bocage 1893, F. l. clayi  White 1944, F. l. momboloensis White 1952. Ouest de l’Angola, ouest de la Zambie, est et nord-est du Zaïre, centre et ouest du Kenya. Cette sous-espèce se distingue par les bandes de la poitrine plus étroites, le bas de la poitrine nettement strié de châtain et le ventre grivelé de noirâtre.

## Habitat
Ce francolin est inféodé aux prairies de montagne entre 1800 et 3000 m d’altitude, privilégiant les versants escarpés ombragés et les zones humides à roseaux, généralement dans un environnement beaucoup plus humide que celui préféré par le francolin d’Archer. Il fréquente également les étendues herbeuses le long des cours d’eau, les broussailles, les boisements et les parcelles d’herbes dans les clairières et les zones cultivées. Il évolue à plus basse altitude et dans un couvert végétal plus haut et plus dense que ne le fait le francolin à ailes grises (F. africanus) (Mentis 1973, Mentis & Bigalke 1981).

## Mœurs
Peu farouche, il évolue en petits groupes comptant jusqu’à dix individus, se nourrissant ensemble sur les chemins et les bords de routes au petit matin et le soir. En cas de danger, il s’enfuit en courant, répugnant à prendre son envol. Cependant le vol, rapide et bas, peut être soutenu sur une distance considérable. Au repos, il se tient de manière assez écrasée sur le perchoir. Il se nourrit en creusant le sol avec ses pattes (Madge & McGowan 2002).

## Alimentation
En hiver, l’alimentation consiste essentiellement en bulbes et tubercules d’amaryllidacées et d’iridacées, et secondairement en morceaux de plantes prélevées au-dessus du sol. Les insectes sont au contraire prépondérants en été, avec un complément d’autres invertébrés, fourmis, araignées et mille-pattes (del Hoyo et al. 1994).

## Voix
Le cri d’avertissement consiste en une série de cinq notes sifflées et aiguës suivies, après une courte pause, d’un whee-hee-hee-hee-whee, heep ou chirrya-cheep, chirrya-cheep, chirrya-cheep ou encore pip-pip-peeep-peeep-peeep. Il existe aussi un cri d’alarme kourrr et un cri d’envol, sonore et strident. La femelle émet un doux gloussement quand elle accompagne ses poussins (Madge & McGowan 2002).

## Nidification
Cette espèce est monogame. Le nid est une simple dépression creusée dans le sol, tapissée de tiges d’herbes et de racines, à l’abri d’une touffe d’herbes et souvent à proximité d’un plan d’eau. En Afrique du Sud, les périodes de ponte s’échelonnent de mars à juillet dans la Province du Cap, en décembre au Transvaal et, plus au nord, en pleine saison des pluies ou peu après la saison sèche, en août et en mars, comme dans la Province de Mpumalanga. Il peut y avoir deux couvées dans l’année (Jansen et al. 2001).

## Statut
Ce francolin est localement commun, mais distribué de façon sporadique dans le sud de l’Afrique. Il est cependant menacé par la dégradation de son habitat à cause du surpâturage, des feux de brousse et de la destruction des taillis et arbustes. Sa population aurait subi un déclin considérable au Kenya au cours des dernières décennies en raison de l’intensification de l’agriculture dans les prairies d’altitude.